# دیوار سبز

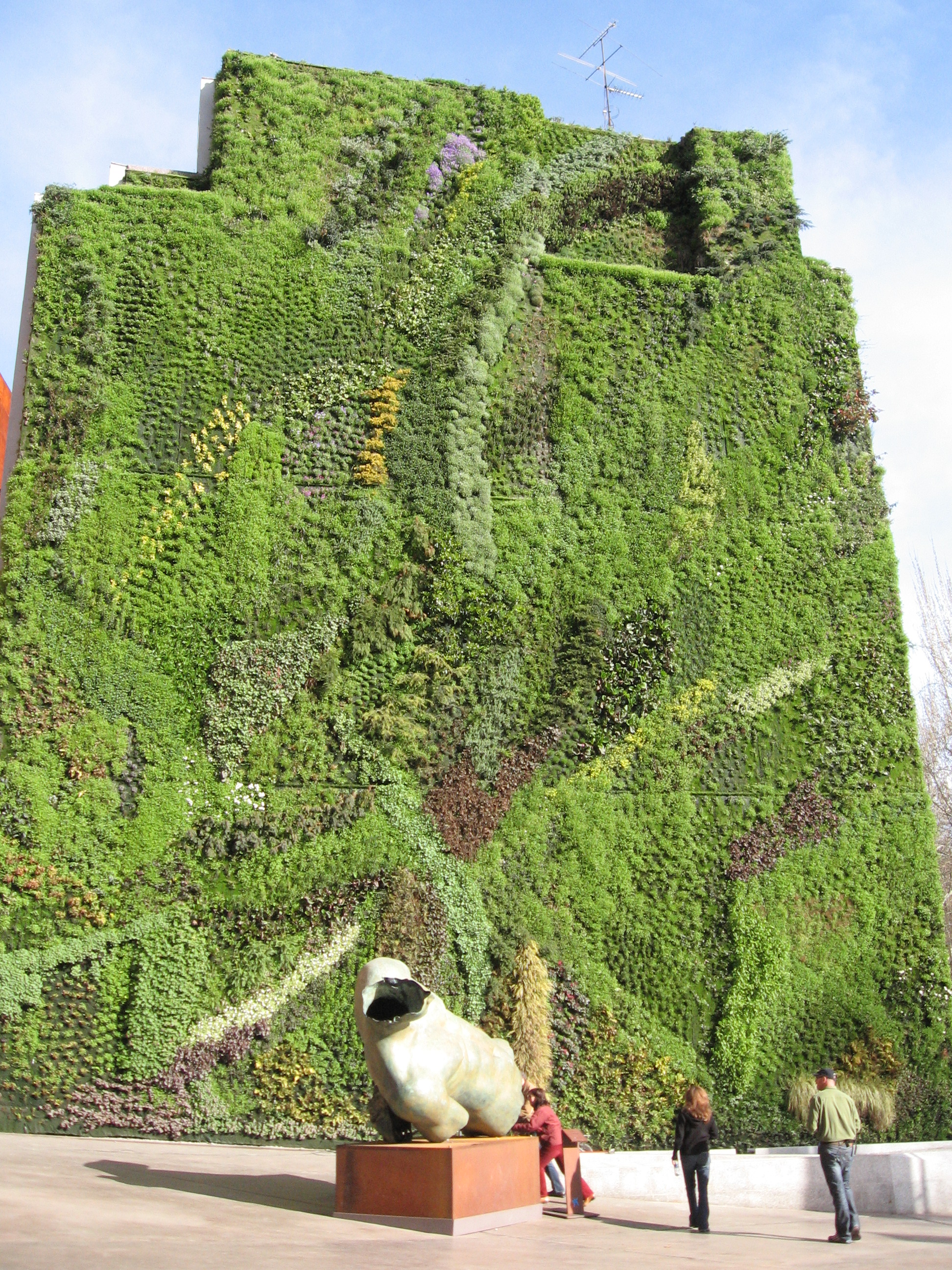
نما از یک دیوار سبز

دیوار سبز دیواری است که بخشی از آن یا تمام آن دارای پوشش گیاهی است. دیوارهای سبز مبتنی بر شرایط ممکن است در محیط داخل یا خارج از ساختمان نصب گردند. هم چنین تکنیک‌ها و روش های مختلفی وجود دارد که می‌توان دیوارهای سبز را در ابعادهای متفاوت به منظور فضاسازی محوطه داخلی یا نمای بیرونی ساختمان ایجاد کرد.

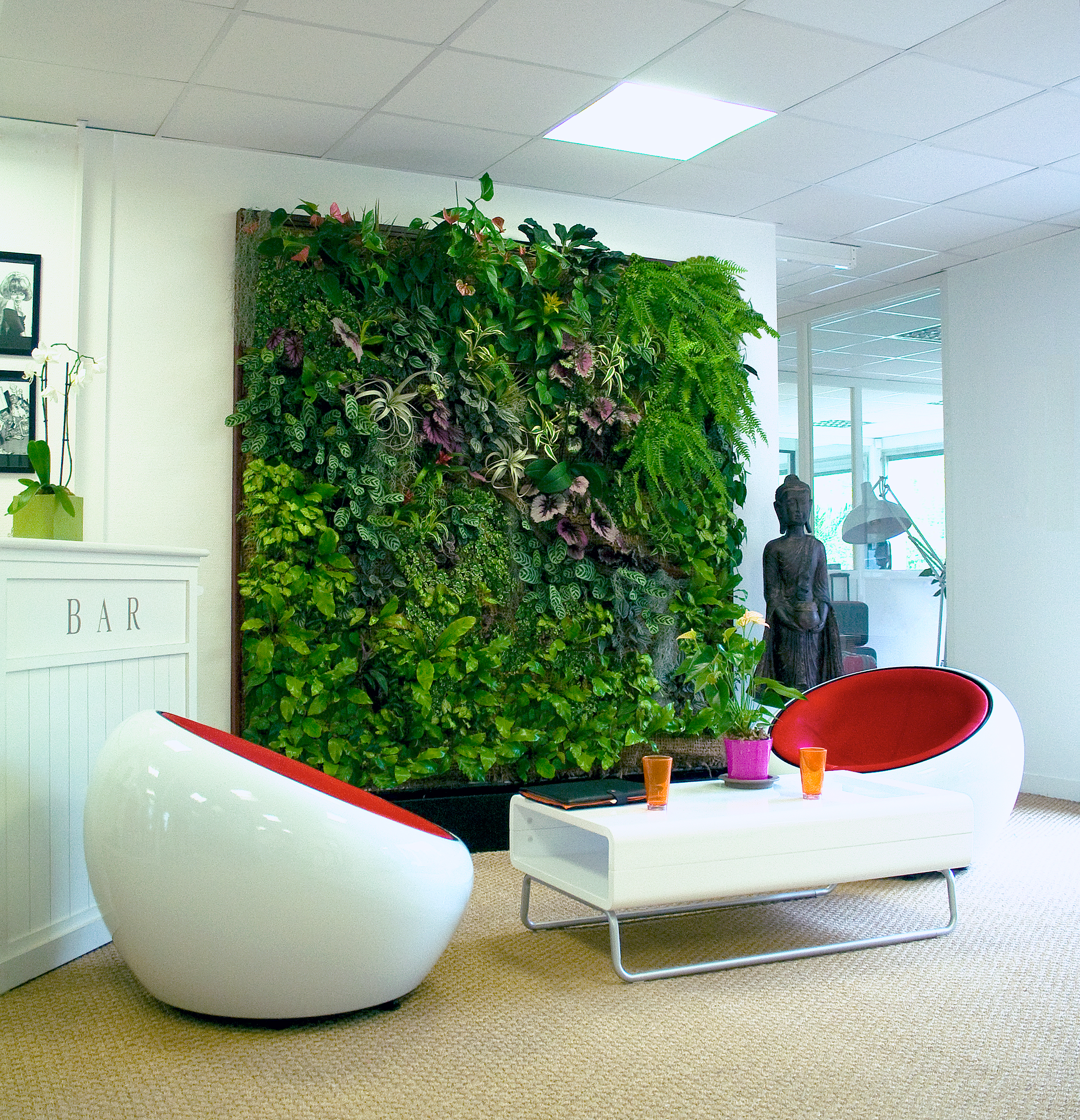
دیوار سبز

دیوارهای سبز همچنین به صورت دیوارهای زنده، دیوارهای زیستی، باغ‌های عمودی یا به‌طور علمی VCWV (دیوارهای پیچیده گیاهی عمودی) نامیده می‌شوند. دیوار سبز دیوار آزاد یا ایستاده‌ای است که به‌طور نسبی یا به‌طور کامل با پوشش گیاهی پوشیده شده‌است.
دیوارهای سبز بسیار با شکوه هستند؛ کاربرد آن‌ها در بام‌های سبز نمای دلنشینی را ایجاد می‌نماید که صرف نظر از مزایای زیست‌محیطی اش، همگان می‌توانند از آن لذت ببرند.
گاهی به ابعاد بزرگ آن برای پوشاندن دیوارهای خانه و ساخت محیطی شاداب و با طراوت فکر می‌کنم. سیستم آبیاری اکثر دیوارهای سبز متشکل از یک قاب، سلول‌ها و 
دیوار سبز  چوب پلاست نات وود یا دیوار زنده به سیستمی گفته می‌شود که شامل رویش گیاهان در سطح عمودی است. این سیستم، به طور معمول بر روی سطوح دیوارهای ساختمان‌ها، منازل، ساختمان‌های تجاری و حتی فضاهای داخلی نصب می‌شود.
دیوار سبز به وسیله طراحی و ایجاد یک لایه از گیاهان در جلوی سطح دیوار، از فواید زیست محیطی و زیبایی‌شناسی برخوردار است. برخلاف دیوارهای سنتی که تنها یک لایه سطحی دارند، دیوار سبز می‌تواند فضای بیشتری را برای رشد گیاهان فراهم کند و همچنین بهبود کیفیت هوای محیط را نیز به همراه داشته باشد.
دیوار سبز دارای مزایای زیست محیطی بسیاری است، از جمله:
بهبود کیفیت هوا: گیاهان در دیوار سبز، با جذب دی‌اکسید کربن و تولید اکسیژن، به تصفیه هوا کمک می‌کنند و کیفیت هوای محیط را بهبود می‌بخشند.
عایق حرارتی و صوتی: گیاهان و ساختار دیوار سبز می‌توانند به عنوان عایق حرارتی و صوتی عمل کرده و انتقال حرارت و صدا را کاهش دهند.
کاهش شهرسازی: دیوارهای سبز به عنوان فضاهای سبز در شهرها عمل می‌کنند و باعث کاهش اثرات منفی شهرسازی مانند گرما و آلودگی هوا می‌شوند.
زیبایی و تحسین: دیوارهای سبز به طراحی زیبا و جذابیت طبیعی به محیط اطراف می‌اندازند و تحسین و رضایت بینندگان را به همراه دارند.
معمولاً نصب دیوار سبز نیاز به طراحی مناسب، سیستم آبیاری مناسب، لایه‌های محافظ و انتخاب گیاهان مناسب دارد. همچنین نیاز به مراقبت و نگهداری منظم از آن وجود دارد تا گیاهان به خوبی رشد کنند و دیوار سبز به طول عمر طولانی برخوردار باشد.

## تاریخچه
تلفیق معماری با طبیعت و گیاهان، یک ایده جدیدی نیست، بلکه از زمان‌های اولیه، منظرهای طبیعی و ساخته شده با بناهای شهری در هم آمیخته شدند. فضاهای سبز طراحی شده هم‌زمان با شکل‌گیری دغدغه‌های انسان در مورد معماری نیز پدیدار گشت. دیوارهای شیبدار زیگورات نانا، که ۲۱۰۰ سال قبل از میلاد مسیح ساخته شد، با درختان و بوته‌ها پوشیده شده بود. باغ‌های معلق افسانه‌ای بابل، که شامل بام باغ‌های باشکوه و باغ‌های پلکانی بوده‌اند، نخستین نمونه شناخته شده از بام‌ها و دیوارهای سبز می‌باشند که بین قرون ۸ و ۱۰ قبل از میلاد ساخته شدند.
قدمت دیوار سبز متعلق به ۶۰۰ سال قبل از میلاد و باغ‌های متعلق به بابل بر می‌گردد. دیوار سبز توسط استنلی هارت در دانشگاه ایلینوینز اورابا شامپاین در سال‌های ۱۹۳۸–۱۳۹۱ اختراع شد. اخیراً مفهوم دیوار سبز با رشد و نمو گیاهان در آب‌های مغذی و معدنی برای تقویت نوآوری فناوری مورد استفاده بزرگ‌تر شده‌ است.
در سال ۲۰۱۲، بزرگترین دیوار سبز ۲۷۰۰ مترمربع را پوشش می‌داد و در مرکز قرارداد بین‌المللی Cabos Los قرار گرفته‌ است.

## پیشینه دیوار سبز
باغهای معلق افسانه‌ای بابل که شامل بام باغ‌های باشکوه و باغ‌های پلکانی بوده‌اند نخستین نمونه شناخته شده از بام‌ها و دیوارهای سبز می‌باشند که بین قرون ۸ و ۱۰ قبل از میلاد ساخته شده‌اند . قدمت دیوار سبز متعلق به ۶۰۰ سال قبل از میلاد و باغ‌های معلق بابل است. رومی‌ها نیز درختان را بر بالای ساختمان‌های حکومتی از قبیل مقبره‌های آگوستوس و هادرین قرار می‌دادند. در طول دوره رنسانس نیز باغ‌های تراس مانند شیبدار و بام‌های سبز در شهر جنوا رایج بود. در دوران معاصر لوکوربوزیه اولین فرد در قرن ۲۱ بود که سقف سبز را استفاده کرد. رایت بام‌های سبز را در باغ میدوی شیکاگو، خانه ختمی درختی، خانه چینی، خانه آبشار، مسافرخانه نعل اسبی به کار می‌گیرند. در ایران نیز با توجه به پیشینه تاریخی استفاده از خشت و گل در معماری ایران پوشش خزه و گلسنگ و انواع گیاهان علفی روی بام بناهای مناطق مختلف کشور چون آذربایجان، گیلان و مازندران، بام‌های خانه‌های کوهستانی و روستاها استفاده شده‌ است که نمونه بارز آن خانه‌های روستای ماسوله است که در آن بام خانه‌های پایین‌تر به عنوان حیاط خانه‌های بالایی عمل می‌کند بام سبز در کشورهای آسیای شرقی و آمریکای شمالی به عنوان عنصری جدید و در حال رشد پدیدار شده‌ است.

## مفهوم ساختمان سبز
در زمان حاضر، واژه سبز به عنوان یک موضوع جالب در کانون توجه معماران و شهرسازان معاصر قرار گرفته‌است. اما ساختمان سبز چیست؟ در آمریکا، اداره محیط زیست ساختمان سبز را این‌گونه تعریف می‌کند:فرایندی در جهت افزایش کیفیت ساختمان که در آن، ساختمان‌ها و مکان قرارگیری آن‌ها از آب، انرژی و مصالح استفاده می‌کنند و تأثیرات منفی ساختمان را روی سلامت انسان و محیط، از طریق مکان‌یابی بهتر، طراحی، ساخت، اجرا و نگهداری چرخه زندگی کامل یک ساختمان کاهش می‌دهند؛ بنابراین ساختمان سبز نه تنها به محیط زیست آسیب نمی‌رساند، بلکه به گونه مثبتی در اکوسیستم مشارکت می‌نماید و حتی ممکن است به درمان اثرات ناشی از منظرهای آسیب‌رسان کمک نماید.

## تعریف نمای سبز
در این سیستم گیاه بر روی سطح نما حرکت می‌کند ، گیاه رونده یا پیچ در حالیکه ریشه در زمین دارد (در یک بستر خاکی) شروع به بالا رفتن از ساختمان می‌کند. اخیراً برای نمای سبز سازه‌ای حمایت‌کننده هم در نظر می‌گیرند. در این حالت استراکچر ساده‌ای که به صورت داربست به دیواره بنا متصل شده، به عنوان تکیه‌گاهی برای گیاهان خزنده و با لا رونده چون مو، پاپیتال و غیره عمل می‌کند. نماهای سبز می‌توانند به نمای ساختمان، نرده و ستون‌ها تکیه کنند یا خود به صورت ساختار مستقل احداث شوند. ساختار داربست نمای سبز می‌تواند از جنس‌های مختلفی چون چوب، فلز، شبکه توری، سیم‌های کابلی و غیره می باشد.
بنابراین نماهای سبز به دو دسته تقسیم می‌شوند:
نماهای سبز سنتی یا نماهای سبز مستقیم (که بی واسطه به دیوار متصل می‌گردند) شامل گیاهان بالا رونده‌ای هستند که مستقیماً و بدون حائل در طول دیوار بالا می‌روند. چنین حالتی همراه است با آسیب به مصالح، جلب نظر حیوانات و هزینه‌های نگهداری بالا.
نمای سبز دو پوسته یا پوسته سبز (که با استفاده از یک سازه نگهدارنده به دیوار متصل می‌شود) با هدف ایجاد یک پوشش سبز مستقل از دیوار شکل می‌گیرد. نحوه اجرای انواع این نماها در زیر آورده شده‌است.
الف) داربست‌های مدولار:این داربست‌ها، داربست‌های فلزی بسیار سبکی از جنس استیل گالوانیزه هستند که یا بر دیوار بنا قرار گرفته‌اند یا دارای سازه مستقل خواهند بود که گیاه بالا رونده را نگاه می‌دارند. پنل‌های مشبک، به صورت مدولار در کنار هم قرار گرفته، می‌توانند سطح بزرگی را بپوشانند. به این پنل‌ها همچنین می‌توان فرم داد تا اشکال و منحنی‌های مورد نظر را ایجاد نمایند. این سیستم مدولار به دلیل سختی و صلابت پنل ها می‌تواند بین قسمت‌های مختلف ساختمان پل زده یا به عنوان دیواره‌های سبز مستقل به کار گرفته شوند.
ب) سازه شبکه‌ای: سازه بسیار سبکی است که حائلی از شبکه‌های فولادی برای گیاهان بالارونده ایجاد نموده که این حائل به دیوار یا به سازه ساختمان متصل می‌شود. شبکه هایسیمی اغلب برای نگهداری از گیاهانی که رشدی آهسته داشته و به پشتیبانی بیشتری نیاز دارند کاربرد دارند. سیستم‌های شبکه توری انعطاف‌پذیر تر از سیستم کابلی بوده و قابلیت طراحی متنوع تری را دارند.
ج) سیستم‌های کابلی:سیستم کابلی برای نگهداری از گیاهان رونده پر شاخ و برگ و با رشد سریع بکار می‌رود .سیستم کابلی از یک سری توپی، غالباً از جنس فولاد ضدزنگ تشکیل شده، که قابلیت عبور کابل‌ها و کشش و انقباض آن‌ها از میان یکدیگر را جهت شکل‌گیری شبکه مورد نظر فراهم کرده، تکیه و حامل گیاه مورد نظر می‌باشد. توپی‌ها به کمک پیچی که از میان سوراخ مرکزی توپی عبور می‌کنند به سطح دیوار نصب می‌شوند. نحوه قرارگیری و فاصله بین توپی‌ها در روی دیوار مطابق با طرح خاص انتخابی خواهد بود. با این حال فاصله‌های انتخابی با توجه ویژه نسبت به نوع گیاهان شکل می‌گیرد. نوع دیگری از سیستم‌های کابلی که به منظور استفاده در نماهای سبز با سطح وسیع می‌باشند، سیستم نمای کابل کششی است. این سیستم‌های عمودی فضای‌های سبز می‌توانند دیواره ساختمان‌هایی چون پارکینگها، ساختمان‌های داری، فضاهای عمومی یا فضاهای مسکونی بزرگ را بپوشانند.
د) سیستم دیوار سبز با استفاده از نمد پلیمری (felt green wall system): تجسم طرح شامل سیستم کاشت در روشی است که گیاهان زنده بر روی یک سطح عمودی کشت می‌گردند. این سیستم شامل یک پارچه نمدی پلیمری با قابلیت زهکشی مناسب می‌باشد که به شکل مشخصی تا خورده بر روی قاب زیرساخت قرار می‌گیرد؛ به نحوی که یک یا چند گلدان یا محفظه برای کشت عمودی به صورت ردیفی با جیب رو به بالا ایجاد گردد. گیاه در غلاف اولیه قرار گرفته و در این محفظه‌ها کشت می‌گردد. این روش سیستم جدیدتر نسبت به دیگر سیستم‌های اجرای دیوار سبز است و دارای مزایای بیشتری نسبت به روش‌های گذشته می‌باشد. از مزایای این سیستم نسبت به سایر سیستم‌ها می‌توان به سبکی سازه دیوار سبز، تعویض و تغییر آسان گیاهان، تهویه مناسب ریشه گیاهان، سیستم زهکشی قوی تر، آزادی عمل در انتخاب گیاهان مختلف و.. اشاره کرد.
ه) سیستم دیوار سبز هیدروپونیک :در این روش بستر کشت بر پایه آب می‌باشد به عبارتی خاک دیگر وجود ندارد و آب کلیه مواد غذایی این دیوار زنده را تأمین می‌نماید. از ویژگی‌های این روش استفاده از تنوع بیشتر گیاهان، ضخامت کم، سبک و امکان نقش‌پذیری می‌باشد به عبارتی طرح مد نظر کشیده شده و سپس گل‌ها و گیاهان نصب می‌گردد. دیوار سبز هیروپونیک بسیار جذاب بوده و مجهز به سیستم تأسیساتی می‌باشد که به صورت هوشمند مواد غذایی را به گیاهان تزریق می‌نماید. جالب توجه است که سابقه ایجاد و استفاده از تفکرات روش هیدروپونیک به ایران باستان برمی گردد. توسعه شهرنشینی در سال‌های اخیر منجر به توجه بیشتر به ایجاد فضای سبز در فضاهای شهری به عنوان یک رویکرد پایدار برای بهبود اکولوژی و تغییرات آب و هوایی در محیط زیست، شده‌است. دیوارها و نمای سبز در ساختمان یکی از راه حل‌هایی است که به همراه سقف‌های سبز برای افزایش مساحت فضای سبز شهرها اندیشیده شده‌ است. دیوار سبز دیواری است که یا به‌ طور خودایستا (Free standing) است یا بخشی از یک ساختمان است که به‌طور کامل یا بخشی از آن از گیاه پوشیده شده‌ است. از فواید آن می‌توان به استفاده مجدد از آب، بهبود کیفیت هوا و کاربرد به عنوان مانع صوتی اشاره کرد. دیوارهای سبز معمولاً به دو شکل نمای سبز (Green facade) و دیوار زنده (living walls) اجرا می‌شوند. دیوارهای سبز و بام‌های سبز به وجود آمده‌اند تا گیاهان را به‌طور طبیعی رشد دهند. بر خلاف انواع دیگر باغها شما می‌توانید از تنوع گیاهی خیلی زیادی بهره‌مند شوید.

## مزایای استفاده از گیاهان در کنار دیواره‌های خارجی ساختمان
پوشش گیاهی مانند پیچک‌های بالا رونده یک ابزار خوب اقلیمی هستند، بخصوص زمانی که روی سطح خارجی دیوار رشد کنند که در این صورت ویژگی‌های متعددی را به همراه خواهند داشت. مشخص‌ترین فایده آن‌ها ایجاد سایه در تابستان است. پوشش انبوه گیاهی در طول تابستان به عنوان حائلی بین تابش مستقیم اشعه خورشید و پوسته خارجی دیوار عمل می‌کند؛ بنابراین درجه حرارت پوسته خارجی را کاهش داده و مقدار هدایت حرارت از خارج به داخل بنا را کم می‌کند.
تنها نکته منفی ایجاد پوشش گیاهی در مجاورت دیوار خارجی در فصل تابستان در این است که چنین پوششی هوا را در لایه‌های نزدیک به سطح ساختمان حبس می‌کند و لذا قدرت بادهای محوطه جهت دور ساختن این لایه‌های هوای گرم کاهش پیدا می‌کند. اما هر بادی که دارای توان کافی جهت عبور از میان برگ‌ها را داشته باشد مسلماً چنین مشکلی را برطرف خواهد کرد و به‌علاوه برودت حاصل از بخار آب روی برگ‌ها نیز به خنکی اطراف بنا کمک خواهد کرد.

## تعریف دیوار زنده
دیوارهای زنده، ترکیبی از قطعات با پوشش گیاهی از پیش کاشته شده‌اند، که به صورت عمودی و توسط سیستم استراکچر سبکی، با فاصله به نمای ساختمان نصب شده، یا به صورت مستقل خود ایستا می‌باشند. از دیوارهای زنده همچنین می‌توان در فضاهای داخلی ساختمان استفاده کرد. دیوارهای زنده، بسته به کارخانه تولیدکننده آن، جنس صفحات و نوع بیرونی یا داخلی آن، جزئیات اجرایی متفاوتی دارند. در این روش در تمام ارتفاع و در تمام سطح دیوار گیاه کاشته می‌شود که به دو روش می‌توان این عمل را انجام داد:
الف) با نصب عناصر پیش ساخته
۱- گلدان‌های پیش ساخته
۲- پانل‌های پیش ساخته:این پانل‌ها از جنس‌های متفاوتی چون، پلاستیک، پلی استایرن، پلی پروپیلن، سفال، فلز (استیل – آلومینیوم)، منسوج صنعتی (نوعی نمد) یا بتن سبک می‌باشند.
ب) با کاشتن گیاهان بین دو لایه الیاف
به منظور هر چه سبک‌تر شدن سیستم دیوارهای زنده، معمولاً از سیستم‌های کاشت هیدرو پونیک و نیمه هیدروپونیک استفاده می‌شود و در اغلب موارد بستر کاشت فقط حکم نگهدارنده گیاه را داشته، مواد غذایی توسط سیستم آبیاری در دسترس گیاه قرار می‌گیرد. دیوارهای سبز با سیستم گردش مجدد آب بکار می‌روند و به منظور کاهش آلودگی آب سنگین، این کار را با جذب مواد مغذی غیر حلال در آب انجام می‌دهند. این مواد مغذی باکتریهای معدنی هستند که اجزای ارگانیک میکروسکوپی آن‌ها را برای گیاهان آماده می‌کنند

## انواع دیوارهای زنده
دیوار زنده غیرفعال: تأثیر سیستم غیرفعال بر روی کیفیت هوای ساختمان از نظر علمی جای سوالات زیادی دارد چرا که هیچ استفاده‌ای از حرکت هوا از ریشه‌ها به درون سیستم تهویه ساختمان ندارد. بعضی از دیوارهای سبز پشت شیشه محافظت می‌شوند تا نسبت به آنچه در دیوارهای غیرفعال رخ می‌دهد، جریان هوای قابل پیش‌بینی تری داشته باشند. در دیوار غیرفعال هیچ مکانیزمی برای گردش هوا وجود ندارد. در عوض آن‌ها به صورت باز نگهداری می‌شوند تا بهبودی نسبی در گردش هوای آزاد تا آنجا که ممکن است، ایجاد کنند. جزییات مختلفی برای طراحی این دیوارها وجود دارد، که این جزییات بیشتر مربوط به چگونگی نگهداری گیاه بر روی دیوار و شکل قالب‌های نگهدارنده سیستم مربوط می‌گردد.
این سیستم‌ها جدیدترین نوع دیوارهای سبز می‌باشند. در این سیستم از هوای تولید شده توسط گیاهان در سیستم تهویه هوای ساختمان استفاده می‌شود. این دیوارها بر مبنای علم تصفیه هوای بیولوژیکی با واسطه گیاهی بر مبنای تحقیقاتی که در بیمارستان واترلو کشور کانادا انجام شده‌است، پایه‌ریزی شده‌است. دیوارهای سبز با فیلتر بیولوژیکی، ظرفیت تصفیه هوا را افزایش می‌دهند. پوشش‌های طبیعی موتورهای تصفیه‌کننده و پاک‌کننده هستند و سیستم تهویه هوا با مکش از ریشه سیستم عمل می‌کند.
دیوار زنده فعال :این نوع دیوار با تلفیق و ادغام در تأسیسات گرمایش /سرمایش و تهویه ساختمان به گونه‌ای طراحی شده‌است تا هوای فضاهای داخلی را تصفیه نموده و به صورت تنظیم‌کننده حرارتی عمل کند. دیوارهای سبز با فیلتر بیولوژیکی، ظرفیت تصفیه هوا را افزایش می‌دهند. پوششهای طبیعی موتورهای تصفیه‌کننده و پاک‌کننده هستند؛ و سیستم تهویه هوا با مکش از ریشه سیستم عمل می‌کند.

## فواید دیوار سبز
استراتژی مؤثر گسترش فضای سبز شهری: به علت قیمت بالای زمین در شهرهای بزرگ، گسترش فضای سبز در سطح افقی بسیار پرهزینه است بنابراین می‌بایست استراتژی و راهبرد اصلی شهرداری‌ها، «گسترش فضای سبز در سطح عمودی» باشد.
یکی از فواید طراحی دیوار سبز بهبود راندمان انرژی می‌باشد. این نوع دیوار ظرفیت عایق حرارتی را با تنظیم دمای بیرونی، بالا می‌برد. مقداری صرفه جویی‌ها بستگی به فاکتورهای گوناگونی مانند اقلیم، فاصله تا جوانب ساختمان، نوع پوشش گیاهی دارد. این مسئله هم سرمایش و هم گرمایش را تحت تأثیر قرار می‌دهد. به این صورت که:
• یک توده هوایی را میان انبوه گیاهان به تله می‌اندازد.
• انتقال حرارت را از میان ضخامت توده گیاهان، محدود می‌سازد.
• دمای محیط را از طریق ایجاد سایه و پروسه آزادسازی رطوبت از سطح برگ‌ها کاهش می‌دهد.
• می‌تواند سپری در برابر باد در ماه‌های سرد زمستان ایجاد کند.
• کاربردهای داخلی می‌تواند انرژی لازم برای گرمایش و سرمایش هوای خارجی را برای استفاده داخلی کاهش دهد.
فایده دیگر استفاده از این نوع دیوار حفاظت از سازه‌های ساختمان می‌باشد. چرا که ساختمان‌ها در معرض المان‌های آب و هوایی می‌باشند و در طول زمان، بعضی مواد ارگانیک ساختمانی ممکن است شروع به خراب شدن کند که در اثر انقباض و انبساط‌های متوالی در اثر سیکل انجماد و اشعه UV ایجاد می‌شود. فواید این نوع دیوار در مواجهه ساختمان با این عوامل مخرب موارد زیر می‌باشد:
• از جدار خارجی ساختمان در برابر UV، عناصر و نوسانات دما که باعث خوردگی و خرابی می‌شود محافظت کند.
• ممکن است با افزایش فشار هوا، به درزبندی اطراف در و پنجره‌ها کمک نماید.
از آنجا که دیوارهای سبز فقط مختص فضاهای خارجی نیستند و با کمک جزئیات اجرایی مناسب می‌توانند در فضاهای داخلی بنا نیز استفاده شوند قادرند به بهبود کیفیت هوای داخلی نیز بپردازند. به این منظور برای پروژه‌های داخلی، دیوارهای سبز قادر به فیلترکردن ذرات معلق وارد شده به ساختمان از طریق سیستم‌های تهویه سنتی می‌باشد. فیلتراسیون از طریق گیاهان انجام می‌گیرد و در صورت فیلتراسیون زنده، از راه میکرو ارگانیسم‌ها صورت می‌گیرد. به این منظور این نوع دیوارها فواید زیر را دربردارند:
• آلودگی‌ها و ذرات معلق را گیر می‌اندازد.
• گازهای مهلک و VOC را از فرشها، مبلمان و سایر وسایل جذب می‌کند.
تأثیر نور آفتاب در مناطق شهری با توجه به بافت شکل‌گیری شهرها بلا انکار است. دما در مناطق شهری به دلیل جایگزین کردن پوشش گیاهی طبیعی با کف سازی، ساختمان‌ها و سایر سازه‌هایی که برای امکان جمعیت در حال رشد لازم است، افزایش می‌یابد. در این پدیده که به اثر جزیره گرمایی شهرت دارد نور خورشید به گرما تبدیل می‌شود؛ لذا به کمک استفاده از گیاهان در محیط‌های شهری، ساختمان‌ها و محیط اطرافشان را خنک می‌کنند و سایه ایجاد می‌کنند، گرمای انعکاسی را کاهش می‌دهند و رطوبت تولید می‌کنند. فواید گیاهان در این خصوص موارد زیر می‌باشد:
• پروسه خنک شدن طبیعی را ارتقاء می‌دهد.
• دمای محیط را در مناطق شهری کاهش می‌دهد.
• جریان عمودی هوا را می‌شکند و سپس در حالی که حرکت هوا کند می‌شود آن را خنک می‌کند.
• بر سطوح و مردم سایه می‌گسترد.
افزایش دما درمحیط‌های مدرن شهری همراه با تعداد رو به ازدیاد خودروها، تهویه‌ها و آلودگی‌های صنعتی، به افزایش مقدار اکسیدهای نیتروژن،
اکسیدهای گوگرد، ترکیبات ارگانیک فرار (VOC)، مونواکسید کربن ذرات ریز می‌انجامد. فواید استفاده از گیاهان در بهبود کیفیت هوای خارجی ساختمان‌ها به این صورت است که:
• آلودگی‌های موجود در هواو ذرات معلق جو را روی سطح برگ‌ها گیر می‌اندازد.
• گازهای مهلک و ذرات ریز را فیلتر می‌کند.
علاقه انسان به زیبایی از دیرباز مورد توجه بوده‌است. استفاده از این نوع دیوارها تنوع زیبایی‌شناسی در یک محیط که مردم در آن فعالیت‌های روز مره خود را انجام می‌دهند فراهم می‌کند. مطالعات بی‌شماری، حضور گیاهان را به سلامت بشر و شادابی روحی آنان، مربوط می‌داند. به این منظور دیوارهای سبز با ایجاد تنوع در محیط‌های خارجی:
• علایق بصری ایجاد می‌کند.
• اجزای نا زیبا را پنهان می‌کند.
• المان‌های سازه‌ای ایستاده جالبی می‌سازد.

## مزایای استفاده از دیوار سبز
فواید زیبایی شناسانه:
بازسازی و تجدید حیات شهرهای ما باید شامل معماری بیرونی سازگاری باشد که تمایلات جوامع مختلف را برآورده نماید. کمتر کسی است که نیاز به ارتباط مناطق شهری را با زیبایی طبیعی و بهره‌گیری از بام‌ها و دیوارهای جاندار و سبز انکار نماید.
آرامش بصری: با اضافه نمودن این تکنولوژی‌های سبز به فضاهای شهری، امکان ایجاد جوامع شهری طبیعی و بومی پایدار قوی و چشم‌انداز و در عین حال آرامش بخش به وجود آمده‌است.
ترکیب با محیط طبیعی اطراف: این عناصر طراحی پایدار، زمینه ترکیب ساختمان‌های شهری را با محیط طبیعی اطراف آن‌ها با بهره‌گیری از گونه‌های گیاهی گوناگون فراهم نماید.
تنوع در طراحی: بام‌ها و دیوارهای سبز می‌توانند در فرم‌های مختلفی طراحی شوند و روی سقف‌ها و دیوارهای صاف و شیبدار استفاده شوند. گروهی از معماران منظر از گیاهان کوتاه و همراه با گل‌های رنگارنگ استفاده می‌کنند و عده‌ای دیگر، استفاده از گیاهان وحشی را برای این بام‌ها و دیوارها ترجیح می‌دهند.
مزایای دیوار سبز فقط به زیبایی آن ختم نمی‌شود همچنین وجودشان باعث حفاظت از ساختمان در برابر نور خورشید، باران و برف و نوسانات حرارتی می‌گردد از دیگر مزایای دیوار سبز، توانایی مجدد استفاده از آب است. گیاهان با شکستن ترکیبات و مواد مغذی در آب آلوده، به صورت مجدد از آن استفاده می‌کنند.دیوارهای سبز دامنه وسیعی از فواید زیست‌محیطی، اقتصادی و اجتماعی را نیز در بر می‌گیرند.
پوشاندن نمای ساختمان با پوشش گیاهی، از نظر ابعاد زیست‌محیطی در کاهش آلودگی هوا و آلاینده‌ها، کاهش گازهای گلخانه‌ای، کاهش دمای محیط پیرامون و تعدیل پدیدهٔ جزیرهٔ گرمایی شهری، کاهش آلودگی صوتی، کاهش مصرف انرژی و در یک‌کلام بهبود کیفیت محیط زیست نقش تعیین‌کننده‌ای دارند. دیوار سبز همچنین با ایجاد زیست گاه برای گونه‌های گیاهی و جذب گونه‌های جاندار و پرندگان از نظر اکولوژی و حفظ تنوع زیستی دارای اهمیت می‌باشد.
از دیدگاه اقتصادی نیز دیوارهای سبز با افزایش سطح فضای سبز، حفاظت از سازه بنا و نیز بعد زیباسازی محیط به ارزش بنا می‌افزاید. دیوار سبز همچنین، با ایجاد عایق حرارتی موجب ذخیره انرژی گرمایش و سرمایش در زمستان و تابستان و در نهایت کاهش هزینه‌های در ارتباط با مصرف انرژی می‌شود. سیستم آبیاری قطره‌ای دیوارهای سبز و چرخش آب درسیستم، منجر به ایجاد فضای سبز با حداقل مصرف در آب است. این دیوار همانند عایقی ست که به تنظیم درجه حرارت داخلی ساختمان کمک می‌کند. مشاهده شده‌است که سطح خارجی دیواری که متصل به دیوار سبز است، ۱۰ درجه خنک تر از یک دیوار در معرض هوای آزاد است با افزایش هزینه‌ها و کمبود انرژی، این ویژگی دیوار سبز سبب کاهش مصرف انرژی در سرمایش یا گرمایش انرژی می‌شود. این سازه‌ها توانایی ای را دارند که صورتحساب برق شما را تا ۲۰٪ کاهش دهند.
از نظر بعد اجتماعی دیوارهای سبز با ادغام طبیعت و ساختمان، و زیباسازی محیط زندگی شهروندان، موجب ایجاد و ارتقاء نشاط شده، به سلامت جسمی وروانی شهروندان کمک شایانی می‌کنند. زیباسازی منظر شهری و بهبود مناظر اطراف ساختمان می‌تواند به عنوان دیگر مزایای اجتماعی این فناوری نومد نظر قرار گیرد. ایجاد فرصت‌های جدید شغلی در ارتباط با این فناوری نوین از دیگر مزایای اجتماعی دیوارهای سبز محسوب می‌شود. اخیراً زراعت شهری و کشت سبزیجات و صیفی جات در قسمت‌هایی از دیوار سبز که در دسترس است باب شده که خود زراعت شهری مزایای اجتماعی و اقتصادی فراوانی برای شهروندان را در پی دارد. همچنین توانایی جذب سر و صدا و کاهش آلودگی صوتی در داخل ساختمان دارا می‌باشند.

## چه گیاهانی برای دیوار سبز مناسب است
این که در دیوار سبز چه نوع گیاهانی بکاریم که دوام مناسب را داشته باشد، از اصلی‌ترین نکات این کار است. گیاهان انتخابی باید در برابر تابش مستقیم آفتاب، سرما، گرما و بارندگی دارای شرایط ایده‌آل و مقاوم باشند. به علاوهٔ این که زیبایی مد نظر را برای دیوار سبز به ارمغان آورند؛ بنابراین نکات زیر را بخاطر بسپارید:
عواملی مانند رطوبت محیط، کیفیت آب، میزان آب دریافتی، شدت نور، شدت باد، ارتفاع خاک و عواملی از این قبیل در انتخاب گیاهان برای دیوار سبز تأثیر بسزایی دارند. هم چنین توجه به تنوع رنگ و فرم و غنای بویایی می‌تواند بر روی روحیهٔ افراد بازدید کننده تأثیر بسیار خوبی بگذارد. انتخاب دستهٔ گیاهان همیشه سبز را هرگز فراموش نکنید. با در نظر گرفتن این که اقلیم در این مورد نقش مهمی دارد. چرا که در اقلیم‌های سرد و خشک استفاده از این گیاهان اشتباه بوده و توصیه نمی‌شود؛ زیرا از نفوذ نور خورشید در بین برگها تا حدی جلوگیری می‌نماید.

## ویژگی‌های دیوار سبز
دیوارهای سبز به عنوان حایل در ساختمان‌ها مورد استفاده قرار می‌گیرد:
وظایف حایل‌ها به شرح ذیل می‌باشد:
- جداسازی فضاهای داخلی و فضاهای خارجی
- ممانعت از انتقال حرارت بین فضاها
- ممانعت از انتقال صدا بین فضاها
- مقاومت در برابر ضربه
- مقاومت در برابر فشار
- مقاومت در برابر کشش
- قابلیت چسبندگی انواع مختلف اندودها (مالشی یا پاشش مانند گچ، سیمان و …)
- قابلیت نصب انواع پوشش‌ها مانند کاشی، سنگ، دیوارکوب و …
- قابلیت نصب در و پنجره

## انواع دیوار سبز (باغ عمودی)
دیوارهای سبز غالباً از قطعات پیمانه‌ای که نگهدارنده ماده رشد هستند ساخته شده‌اند و می‌توان آن‌ها را بنا بر نوع پوشش رشد بکار رفته طبقه‌بندی کرد: پوشش نرم، پوشش حصیر شکل و پوشش ساختاری

### پوشش نرم
دیوارهای دارای پوشش نرم سیستم‌های نوع «خاک درون تاقچه» یا «خاک درون کیف» دارند. سیستم‌های دارای پوشش نرم بسته‌های خاک خود را در کیف یا مکانی مانند تاقچه دارند و سپس بر روی دیوار نصب می‌شوند. لازم است که پوشش این سیستم‌ها حداقل یکبار در سال در مکان‌های خارجی و به‌طور تقریبی دو بار در سال در مکان‌های داخلی تعویض شود. سیستم‌های خاک نرم برای مناطق دارای فعالیت لرزشی مناسب نیستند. اصلاحات فقط با انباشتن مجدد خاک در حفره‌های دیوار بدست می‌آیند، که این امر دشوار و آشفته‌است. سیستم‌های دارای خاک نرم نباید در مناطقی که رفت‌وآمد عمومی زیادی وجود دارد نباید استفاده شوند، جایی که به نسبت شلوغ و آشفته‌است و در طی زمان کمکم خاک خود را از دست می‌دهند. به‌طور مهم‌تر، چون این سیستم‌ها می‌توانند به راحتی به وسیلهٔ باد حاصل از باران یا بادهای سنگین از بین بروند، این سیستم‌ها را نباید در کاربردهایی بیش از ۸ فوت ارتفاع استفاده کرد. سیستم‌هایی در آسیا وجود دارند که با استفاده از سیستم‌های سایه‌افکنی برای نگهداشتن پوشش در سیستم دیوار سبز حتی زمانی که گدازش خاک تحت بار لرزشی اتفاق می‌افتد، مشکل فرسایش پوشش نرم را حل می‌کنند. در این سیستم‌ها، گیاهان می‌توانند خود را در خاک گدازش یافته تحت بار لرزشی ریشه‌کن کنند و بنابراین لازم است که به منظور جلوگیری از افتادن از دیوار، گیاهان در این سیستم حفظ شوند. سیستم‌های دارای خاک نرم بدون سیستم‌های فرسایش پوشش فیزیکی بهترین گزینه برای باغبان خانه است جایی که کاشت مجدد از یک فصل تا فصل دیگ یا سال به سال مطلوب است. سیستم‌های خاک نرم با سیستم‌های فرسایش پوشش فیزیکی برای تمام کاربردهای مربوط به دیوار سبز مناسب هستند.

### پوشش حصیری
بیشتر سیستم‌های حصیری می‌توانند از فیبر الیافی یا حصیرها باشند. پوشش حصیری به نسبت لاغر و در چندین لایه است و به این طریق نمی‌توانند سیستم‌های ریشه لرزان گیاهان بالغ را برای بیش از سه تا پنج سال قبل از اینکه ریشه‌های حصیر را بپوشانند و آب نتواند به‌طور مناسب از حصیرها بگذرد. روش اصلاح این سیستم‌ها جابجا کردن قطعات بزرگ سیستم در طی زمان با برش حصیر بیرون از دیوار و جابه‌جا کردن آن با حصیر جدید است این روند مطابق با ساختارهای ریشه گیاهان همسایه بر روی دیوار است و غالباً در روند اصلاح بسیاری از گیاهان جانبی را از بین می‌برد. این سیستم‌ها بهترین کاربرد را در قسمت داخلی ساختمان دارند و بهترین انتخاب برای نواحی دارای فعالیت لرزشی کم با گیاهان کوچک که رشد نمی‌کنند، هستند. مهم است توجه داشته باشید که سیستم‌های حصیری به‌طور خاص از لحاظ آب غیرمؤثر هستند و غالباً به دلیل باریک بودن و عدم توانایی در نگه‌داشتن آب و فراهم کردن حائلی در برابر ریشه‌های گیاه به آبیاری مداوم نیاز دارند. این خاصیت غیرمؤثر بودن سبب می‌شود که این سیستم‌ها، سیستم چرخش مجدد آب را در خود داشته باشند که این خود هزینه‌ای اضافی دارد. بهتر است که پوشش حصیری برای نصب‌های کم ارتفاع‌تر از ۸ فوت بکار برده شود جایی که اصلاحات به آسان تکمیل می‌شوند.

### پوشش ساختاری
پوشش‌های ساختاری قطعاتی هستند که نه نرم و نه حصیری هستند، اما بهترین مشخصه‌های هر دو را در خود دارند که می‌توانند در اندازه‌ها، شکل‌ها و ضخامت‌های مختلف تولید شوند. مزیت این پوشش‌ها این است که برای ۱۰ تا ۱۵ سال نمی‌شکنند و با توجه به گیاهی که برای دیوار انتخاب می‌شود می‌توان ظرفیت آب را بالا برد یا کم کرد، می‌توانند pH و EC'S مناسب گیاه داشته باشند و برای حفظ و جابجایی‌ها به راحتی کنترل شوند. این پوشش‌ها بهترین انتخاب برای دیوار زنده در کاربردهای داخلی و خارجی هستند. همچنین این پوشش‌ها بهترین انتخاب برای نواحی‌ای هستند که لازم است بادهای زیاد، فعالیت لرزشی یا ارتفاع‌ها در طراحی نشان داده شوند. پوشش ساختاری به دلیل دوام طولانی مدت و کاربرد بسیار بالایی که در محیط‌های مختلف دارند بر دیگر پوشش‌ها ارجحیت دارد. در رابطه با نصب می‌توان گفت که هزینه نصب آن‌ها بالا و هزینه حفظ آن‌ها کمتر است.
بحثی نیز در رابطه با دیوارهای زنده فعال وجود دارد. دیوار زنده فعال هوا را از طریق برگ‌ها، ریشه‌ها و خاک گیاهان دیوار می‌گیرد و سپس آن را به سیستم HVAC ساختمان برمی‌گرداند تا مجدداً در ساختمان بچرخد. مشکل این سیستم این است که علی‌ رغم نصب دیوار زنده هنوز لازم است تمام تجهیزات تهویه هوای استاندارد ساختمان نصب شوند؛ بنابراین هزینه اضافه شده طراحی، برنامه‌ریزی و اجرای دیوار زنده فعال هنوز مورد بحث است. با تحقیق بیشتر و استانداردهای UL برای پشتیبانی داده‌های کیفیت هوا از دیوار زنده، ممکن است تهویه هوای ساختمان‌های به وسیلهٔ گیاهان روزی امکان‌پذیر شود.تحقیق در رابطه با موضوع کیفیت هوا و گیاهان هنوز ادامه دارد. بیشتر تحقیق آورده شده از مطالعات NASA که در سال‌های ۱۹۷۰ و ۱۹۸۰ توسط Alan Darlington انجام شده‌است. تحقیقی دیگر تأثیر گیاهان بر سلامتی کارمندان اداره را نشان داده‌ است.